# Římskokatolická farnost Rovečné
Římskokatolická farnost Rovečné je územním společenstvím římských katolíků v rámci žďárského děkanství brněnské diecéze s farním kostelem svatého Martina.

## Historie farnosti
První písemné zprávy jsou z roku 1335. Barokní kostel sv. Martina vznikl přestavbou staršího v roce 1721. Dochovaná kniha kostelních účtů sahala do roku 1692. Po vyhlášení Tolerančního patentu se většina obyvatelstva přihlásila k helvétskému vyznání a v roce 1782 byl vystavěn evangelický kostel a škola.

## Duchovní správci
Administrátorem excurrendo byl od 1. září 2007 R. D. PaedDr. Pavel Lazárek. Toho od 1. srpna 2016 vystřídal R. D. Mgr. Tomáš Šíma.

## Bohoslužby
| Kostel                            | Místo   | Bohoslužba (den)         | Hodina                         | Poznámka     |
| --------------------------------- | ------- | ------------------------ | ------------------------------ | ------------ |
| sv. Martina                       | Rovečné | neděle 1. pátek v měsíci | 9.30 15.15 (zima)/16.15 (léto) | farní kostel |
| sv. Sedmipočetníků a sv. Zdislavy | Vír     | středa                   | 16.00 (zima)/17.00 (léto)      | obecní kaple |

## Aktivity ve farnosti
Dnem vzájemných modliteb farností za bohoslovce a bohoslovců za farnosti brněnské diecéze je 12. říjen. Adorační den připadá na 20. prosince. Ve farnosti se pravidelně koná tříkrálová sbírka. V roce 2016 se při sbírce vybralo ve Víru 17 927 korun.  Při sbírce v roce 2019 činil výtěžek sbírky v Rovečném a Velkém Tresném 18 805 korun a ve Víru 24 165 korun. 